# Calçada Johor-Singapur
La calçada Johor-Singapur, en anglès Johor-Singapore Causeway, és una calçada elevada construïda a través de l'estret de Johore i connecta Pulau Ujong (Singapur) amb la península de Malaca (Malàisia), constituint un dels dos punts de pas a la frontera marítima entre els dos països, el segon és un pont viari situat a l'oest, el Malaysia-Singapore Second Link.

## Descripció
És formada per una autovia, una via fèrria que uneix l'estació de Tanjong Pagar i per canalitzacions que permeten alimentar Singapur d' aigua dolça.
Aquesta obra de 1.038 metres de longitud, la construcció de la qual va acabar l'any 1923després de quatre anys de treballs, va ser dissenyada per la societat d'enginyeria de Westminster Coode, Fitzmaurice, Wilson & Mitchell, a continuació construïda pel gabinet Topham, Jones & Railton Co. de Londres. Serveix d'enllaç ferroviari amb el sistema ferroviari de Johor, de manera que connecta el nucli urbà de Johor Bahru amb Singapur, llavors quartel general de les colònies britàniques a Àsia Sud-oriental.
El dic no permet la sortida natural de les aigües de l'estret de Johor, la qual cosa ha provocat problemes mediambientals i ha portat a controvèrsies frontereres entre els dos països: Singapur va rebutjar reemplaçar la calçada per un pont a suggeriment de Malàisia l'any 2003, tement que la millora de la navegabilitat de l'estret desviï una part del tràfic marítim del port de Singapur (situat a la costa sud de Pulau Ujong a la vora de l'Estret de Singapur) cap a el de Johor Bahru. Els de Singapur van proposar tanmateix un « mig-pont corxera », que baixaria al mig de l'estret i agafaria la calçada original.
Hi ha un projecte de línia de metro transfronterer que ha de connectar la ciutat estat de Singapur amb la ciutat de Johor Bahru, a Malàisia, travessant l'estret de Johor anomenat sistema de transport ràpid Johor Bahru–Singapur (en anglès Johor Bahru–Singapore Rapid Transit System), més conegut per l'acrònim RTS link.